# Giraffa camelopardalis antiquorum
La jirafa de Kordofán (Giraffa camelopardalis antiquorum) es una subespecie de jirafa (G. camelopardalis), un mamífero artiodáctilo de la familia Giraffidae, que se encuentra en el norte de Camerún, sur de Chad, República Centroafricana y posiblemente en el oeste de Sudán.
En comparación con la mayoría de las otras subespecies, la jirafa DE Kordofán es relativamente pequeña, midiendo entre 5 y 6 metros, con manchas más irregulares en las patas internas. Existen alrededor de 1400 ejemplares.